# 가와구치촌 (야마나시현)
가와구치촌(河口村)은 야마나시현 미나미쓰루군에 있던 촌이다. 현재의 후지카와구치코정 가와구치에 해당한다.

## 역사
- 1889년 7월 1일 - 정촌제 시행에 의해, 근세이후의 가와구치촌이 단독으로 지자체를 형성하였다.
- 1956년 9월 30일 - 고다치촌, 후나쓰촌, 오이시촌과 합병해 가와구치코정이 성립하여, 동일 가와구치촌은 폐지되었다.

## 참고문헌
- 角川日本地名大辞典 19 山梨県